# Арсен Вивода
Аугуст Вивода Арсен (Вели Млун, код Бузета, 10. март 1917 — Бркин, 13. март 1943), учесник Народноослободилачке борбе и народни херој Југославије.

## Биографија
Рођен је 10. марта 1917. године у Велом Млуну код Бузета, у сиромашној земљорадничкој породици.
Како би избегао служење у италијанској фашистичкој војсци, 1936. године пребегао је у Југославију, у Сушак.
Учесник Народноослободилачке борбе је од 1941. године. Члан Комунистичке партије Југославије постао је 1941. године.
Поводом годишњице смрти Владимира Иљича Лењина 1942. године, заједно са Виктором Ленцем извршио је диверзију на складишту сировина у сушачкој Фабрици папира. У партизане је отишао 18. марта 1942. године.
Погинуо је у сукобу са италијанским фашистима у селу Бркин, 13. марта 1943. године.
Указом председника СФР Југославије Јосипа Броза Тита 26. септембра 1973. проглашен је за народног хероја.